# Їстівна білизна

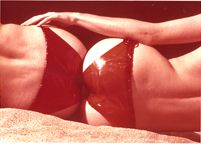
Оригінальна їстівна білизна

Їстівна білизна — кондитерський виріб, виготовлений у формі натільної білизни і володіє його функціями.
Продукт був винайдений художниками Девідом Сандерсоном і Лі Брейді в 1972 році як предмет концептуального мистецтва. За словами Сандерсона, джерелом натхнення послужило те, що його брат любив використовувати вираз «пожуй мої труси» (англ. oh eat my shorts) замість «відвали» (англ. fuck off). Перша пара була виготовлена кустарним чином в їхній спільно орендованій в Чикаго квартирі і виставлена як декорація у вітрині магазинчика, який належав їхньому другу. Там труси були куплені однією студенткою Індіанського університету, яка написала про них у місцевій газеті. Новина була підхоплена Ассошіейтед Прес, і труси відразу стали сенсацією.
Для виготовлення товару Сандерсон і Брейді в 1975 році утворили компанію Cosmorotics, Inc. Труси отримали назву «candypants, the original 100 % edible underwear» («цукеркові труси, справжня на 100 % їстівна білизна»). Патентне відомство США спочатку відхилило їх заявку на підставі несумісності кондитерських виробів та білизни, однак пізніше все-таки видало дозвіл на виробництво, і вже через кілька тижнів було вироблено і реалізовано кілька сот тисяч пар.
Candypants просувалися як білизна в магазинах одягу, основних універмагах, мотоциклетних магазинах, кондитерських і модних бутиках. Його вважали невинною непристойністю. Преса прийшла від їстівної білизни в дикий захват, і вона стало не лише американською, але й світової сенсацією. Крім усього іншого, його продавали в секс-шопах.
Труси фігурували, як мінімум, у двох судових процесах у Верховному суді США з приводу Першої поправки. Як прецедент вони використовувалися адвокатами таблоїду «Скрю» у процесі за право його продажу в газетних кіосках, незважаючи на зміст, а також позивачами в безуспішній спробі закрити нічне публічне кабельне телешоу Midnight Blue у Нью-Йорку (в одному з епізодів показували негритянку, яка відкушує шматок від трусів, надягнутих на білого чоловіка).
Письменник Єжи Косиньскі в романі Pinball і в рамках телешоу Late Night with David Letterman називав їстівну білизну «самою суттю американської свободи».
Їстівні труси були внесені журналом People в список 434 речей і подій, які визначають поп-культуру.